# گانکه‌ولا
گانکه‌ولا (به لاتین: Gankewela) یک منطقهٔ مسکونی در سری‌لانکا است که در استان مرکزی (سری‌لانکا) واقع شده‌است.